# The Adventures of Brer Rabbit
The Adventures of Brer Rabbit est un long métrage d'animation américain de Byron Vaughns, distribué directement en vidéo en 2006.

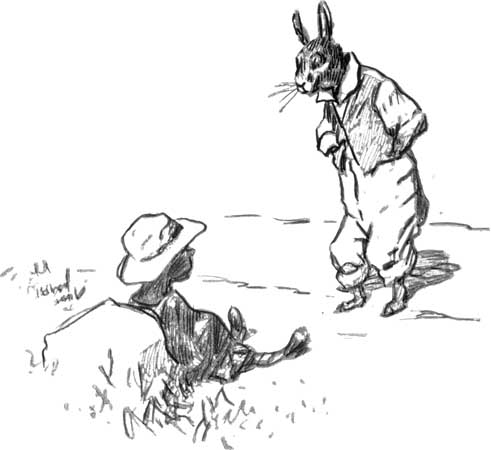
Dessin de The Adventures of Brer Rabbit

Le film est destiné aux plus jeunes. Ses personnages renvoient aux célèbres histoires d'Uncle Remus, des classiques de la culture américaine noire.
Brer est une contraction de brother (frère).

## Fiche technique
- Réalisation : Byron Vaughns
- Producteur : Tad Stones, Mary Thorne
- Société de production : Universal Cartoon Studios, Universal Studios Home Etertainment,
- Scénario : John Loy
- Éditeur : Kirk Demorest
- Musique : Stephen James Taylor
- Chansons écrites par : Michele Brourman, Monty Seward, Kimaya Seward
- Direction de voix et casting : Susan Blu
- Durée : 71 minutes
- Genre : enfant et famille
- Catégorie : dessin animé, film d'animation
- Année de production : 2005

## Par ordre d'apparition
- Rhyon Nicole Brown : Janey
- Quinton Medina : Lester
- Dawnn Lewis : Mom
- Monica Allison : Julie
- D.L. Hughley : Brer Fox
- Nick Cannon : Brer Turtle
- Wanda Sykes : Sister Moon
- Gary Anthony Williams : Ber Bear
- Phil LaMarr : Brer Gator
- Dorian Harewood : Mister Man
- Debra Wilson : Sister Buzzard
- Wayne Brady : Brer Wolf